# Maurren Maggi
Maurren Higa Maggi (São Carlos, 25 giugno 1976) è una lunghista e ostacolista brasiliana.

## Biografia
I suoi primati personali sono di 7,26 m nel salto in lungo (record del Sud America) e di 14,53 m nel salto triplo; benché specialista dei salti, durante la sua carriera si è cimentata anche nei 100 metri ostacoli di cui detiene il record sudamericano col tempo di 12"71.
Nel 2003 venne trovata positiva ad un controllo antidoping e fu squalificata per 2 anni. Nel 2004 la sua squalifica fu revocata ma non poté partecipare alle Olimpiadi di Atene a causa della gravidanza.
Dopo la pausa arrivano i migliori risultati in carriera; nel 2007 vince ai Giochi panamericani che si tengono proprio in Brasile, e, l'anno dopo a Pechino, vince la medaglia d'oro ai Giochi olimpici nel salto in lungo, saltando 7,04 m, un centimetro meglio della favorita alla vigilia della gara, la russa Tatyana Lebedeva.
Nel 2011, a 35 anni, partecipa ai mondiali di Taegu dove in qualificazione ottiene la miglior misura. In finale però sbaglia completamente i 3 salti e finirà undicesima.
Nell'ottobre 2011 ai XVI Giochi panamericani svoltisi a Guadalajara, vince la medaglia d'oro saltando 6,96 m e portando a 3 le sue vittorie ai Giochi panamericani.

## Palmarès
| Anno | Manifestazione          | Sede             | Evento         | Risultato | Prestazione | Note                                     |
| ---- | ----------------------- | ---------------- | -------------- | --------- | ----------- | ---------------------------------------- |
| 1999 | Universiadi             | Palma di Maiorca | Salto in lungo | Bronzo    | 6,58 m      |                                          |
| 1999 | Giochi panamericani     | Winnipeg         | 110 m hs       | Argento   | 12"86       |                                          |
| 1999 | Giochi panamericani     | Winnipeg         | Salto in lungo | Oro       | 6,59 m      |                                          |
| 2001 | Universiadi             | Pechino          | 110 m hs       | Argento   | 13"13       |                                          |
| 2001 | Universiadi             | Pechino          | Salto in lungo | Oro       | 6,83 m      |                                          |
| 2001 | Universiadi             | Pechino          | 4×100 m        | Argento   | 44"13       |                                          |
| 2003 | Mondiali indoor         | Birmingham       | Salto in lungo | Bronzo    | 6,70 m      |                                          |
| 2007 | Giochi panamericani     | Rio de Janeiro   | Salto in lungo | Oro       | 6,84 m      |                                          |
| 2007 | Mondiali                | Osaka            | Salto in lungo | 6ª        | 6,80 m      |                                          |
| 2008 | Mondiali indoor         | Valencia         | Salto in lungo | Argento   | 6,89 m      | Record sudamericano                      |
| 2008 | Giochi olimpici         | Pechino          | Salto in lungo | Oro       | 7,04 m      | Miglior prestazione personale stagionale |
| 2009 | Mondiali                | Berlino          | Salto in lungo | 6ª        | 6,68 m      |                                          |
| 2011 | Campionati sudamericani | Buenos Aires     | Salto in lungo | Oro       | 6,52 m      |                                          |
| 2011 | Mondiali                | Taegu            | Salto in lungo | 10ª       | 6,17 m      |                                          |
| 2011 | Giochi panamericani     | Guadalajara      | Salto in lungo | Oro       | 6,94 m      | Miglior prestazione personale stagionale |
| 2012 | Giochi olimpici         | Londra           | Salto in lungo | 15ª       | 6,37 m      |                                          |